# Leperina cirrosa
Leperina cirrosa là một loài bọ cánh cứng trong họ Trogossitidae. Loài này được Pascoe miêu tả khoa học năm 1860.